# Великі Голди
Вели́кі Го́лди — комплексна пам'ятка природи місцевого значення в Україні. Розташована в межах Рогатинської міської громади Івано-Франківського району Івано-Франківської області, на південний схід від села Лучинці.
Площа 24,3 га. Статус надано згідно з розпорядженням облдержадміністрації від 23.06.1997 року № 443. Перебуває у віданні Лучинецької сільської ради.
Статус надано з метою збереження унікального скельно-флористичного комплексу в межах Рогатинське Опілля. Збереглася типово степова рослинність: вівсюнець пустельний, осока низька, горицвіт весняний, очиток іспанський, сон широколистий, юринея павутиниста, а також лілія лісова, любка дволиста, билинець комариний, пальчатокорінник травневий — види, занесені до Червоної книги України.